# 斯普林格羅夫 (伊利諾伊州)
斯普林格羅夫（英語：Spring Grove）是位於美國伊利諾伊州麥克亨利縣的一個村落。

## 地理
斯普林格羅夫的座標為42°27′04″N 88°14′33″W / 42.45111°N 88.24250°W，而該地最高點為海拔高度233米（即764英尺）。

## 人口
根據2010年美國人口普查的數據，斯普林格羅夫的面積為22.88平方千米，當中陸地面積為22.80平方千米，而水域面積為0.08平方千米。當地共有人口5778人，而人口密度為每平方千米252人。